# 黑斑鬚雅羅魚
黑斑鬚雅羅魚（学名：Semotilus atromaculatus）也称普通溪鲢（英語：common creek chub），为輻鰭魚綱鯉形目雅羅魚科的其中一種，分布于北美洲加拿大及美國五大湖、哈德遜灣沿岸、密西西比河及美國大部分東部及加拿大東南部淡水流域，本魚體呈圓柱形，後部側扁，背部呈綠棕色，側面呈奶油色，中間有從鼻子到尾巴的水平黑色條紋，腹部呈白色，中線呈棕色或黃色，體長可達30.3公分，壽命可達8年，棲息於岩石底質或沙底質河川源頭、小河、水塘，北美洲東部中最普遍魚之一，幼魚以小型無脊椎動物為食，成魚以小魚、甲殼類及無脊椎動物為食。